# Liste des gonfaloniers de justice et prieurs de la république de Florence dans les années 1400
Pour des articles plus généraux, voir Liste des gonfaloniers de justice et prieurs de la république de Florence et Liste des gonfaloniers de justice et prieurs de la république de Florence au XVe siècle.
Cet article dresse une liste des gonfaloniers de justice et prieurs de la république de Florence dans les années 1400.

## Années 1400

### 1400
| Période de gouvernement            | Gonfaloniers de Justice et Prieurs                                               | Notes                                                                      |
| ---------------------------------- | -------------------------------------------------------------------------------- | -------------------------------------------------------------------------- |
| 1er janvier 1400-29 février 1400   | Mess. Forese di Giovanni Salviati                                                | Gonf. issu du q. Santa Croce. Chevalier.                                   |
| 1er janvier 1400-29 février 1400   | Niccolò di Mess. Luigi Guicciardini                                              | Pr. du q. San Spirito.                                                     |
| 1er janvier 1400-29 février 1400   | Luca di Bencivenni                                                               | Pr. du q. San Spirito. Marchand de fourrure de vair (vaiaio) ?             |
| 1er janvier 1400-29 février 1400   | Giovanni di Bartolo di Grazia                                                    | Pr. du q. Santa Croce. Menuisier (legnaiolo).                              |
| 1er janvier 1400-29 février 1400   | Betto di Giovanni Busini                                                         | Pr. du q. Santa Croce. Menuisier (legnaiolo).                              |
| 1er janvier 1400-29 février 1400   | Simone di Piero Vespucci                                                         | Pr. du q. Santa Maria Novella.                                             |
| 1er janvier 1400-29 février 1400   | Giovanni di Tignoso Bellandi                                                     | Pr. du q. Santa Maria Novella.                                             |
| 1er janvier 1400-29 février 1400   | Bartolommeo di Jacopo di Dino Pecori                                             | Pr. du q. San Giovanni.                                                    |
| 1er janvier 1400-29 février 1400   | Lodovico di Taldino Tedaldi                                                      | Pr. du q. San Giovanni.                                                    |
| 1er mars 1400-30 avril 1400        | Mess. Guccio di Cino di Bartolino de'Nobili                                      | Gonf. issu du q. Santa Maria Novella. Chevalier.                           |
| 1er mars 1400-30 avril 1400        | Piero di Bernardo de'Magli                                                       | Pr. du q. San Spirito.                                                     |
| 1er mars 1400-30 avril 1400        | Ridolfo di Paolo Lotti                                                           | Pr. du q. San Spirito.                                                     |
| 1er mars 1400-30 avril 1400        | Bartolommeo di Mosciano Cafferelli (ou Bartolommeo di Mariano Cafferelli)        | Pr. du q. Santa Croce.                                                     |
| 1er mars 1400-30 avril 1400        | Filippo di Maestro Foresino della Fioraia (ou Filippo di Fruosino della Fioraia) | Pr. du q. Santa Croce.                                                     |
| 1er mars 1400-30 avril 1400        | Tommaso di Giovanni da Careggi                                                   | Pr. du q. Santa Maria Novella. Marchand de lin (linaiolo).                 |
| 1er mars 1400-30 avril 1400        | Antonio di Geri                                                                  | Pr. du q. Santa Maria Novella. Hôtelier (albergatore).                     |
| 1er mars 1400-30 avril 1400        | Bernardo di Piero della Rena                                                     | Pr. du q. San Giovanni.                                                    |
| 1er mars 1400-30 avril 1400        | Paolo di Berto di Grazino Carnesecchi                                            | Pr. du q. San Giovanni.                                                    |
| 1er mai 1400-30 juin 1400          | Filippo di Ser Giovanni Pandolfini                                               | Gonf. issu du q. San Giovanni. Marchand (mercatante).                      |
| 1er mai 1400-30 juin 1400          | Filippo di Jacopo d'Alessandro Guidotti                                          | Pr. du q. San Spirito.                                                     |
| 1er mai 1400-30 juin 1400          | Agnolo di Giovanni da Uzzano                                                     | Pr. du q. San Spirito.                                                     |
| 1er mai 1400-30 juin 1400          | Niccolò di Michele di Vanni Castellani                                           | Pr. du q. Santa Croce.                                                     |
| 1er mai 1400-30 juin 1400          | Antonio di Cocchio di Donato Cocchi                                              | Pr. du q. Santa Croce.                                                     |
| 1er mai 1400-30 juin 1400          | Giovanni di Federigo                                                             | Pr. du q. Santa Maria Novella. Marchand (mercatante).                      |
| 1er mai 1400-30 juin 1400          | Benedetto di Ser Michele di Ser Tegna Pescioni                                   | Pr. du q. Santa Maria Novella.                                             |
| 1er mai 1400-30 juin 1400          | Corso di Jacopo                                                                  | Pr. du q. San Giovanni. Terrassier (lastraiolo).                           |
| 1er mai 1400-30 juin 1400          | Lorenzo d'Andrea                                                                 | Pr. du q. San Giovanni. Boucher (beccaio).                                 |
| 1er juillet 1400-31 août 1400      | Bartolo di Schiatta Ridolfi                                                      | Gonf. issu du q. San Spirito.                                              |
| 1er juillet 1400-31 août 1400      | Bartolommeo di Ristoro                                                           | Pr. du q. San Spirito. Artisan du cuir (coreggiaio).                       |
| 1er juillet 1400-31 août 1400      | Gaspare di Niccolò                                                               | Pr. du q. San Spirito. Marchand de lin (linaiolo).                         |
| 1er juillet 1400-31 août 1400      | Stefano di Cino                                                                  | Pr. du q. Santa Croce. Mercier (merciaio).                                 |
| 1er juillet 1400-31 août 1400      | Luigi di Giovanni Mannini                                                        | Pr. du q. Santa Croce.                                                     |
| 1er juillet 1400-31 août 1400      | Scolaio di Nepo Spini                                                            | Pr. du q. Santa Maria Novella.                                             |
| 1er juillet 1400-31 août 1400      | Guerriante di Jacopo                                                             | Pr. du q. Santa Maria Novella. Marchand de tissu au détail (ritagliatore). |
| 1er juillet 1400-31 août 1400      | Migliore di Giunta del Migliore                                                  | Pr. du q. San Giovanni.                                                    |
| 1er juillet 1400-31 août 1400      | Domenico di Naldino                                                              | Pr. du q. San Giovanni. Fourreur (pellicciaio).                            |
| 1er septembre 1400-31 octobre 1400 | Taddeo di Duccio Mancini                                                         | Gonf. issu du q. Santa Croce.                                              |
| 1er septembre 1400-31 octobre 1400 | Francesco di Mess. Jacopo de'Marchi                                              | Pr. du q. San Spirito.                                                     |
| 1er septembre 1400-31 octobre 1400 | Piero di Castello da Quarata (ou Quaratesi)                                      | Pr. du q. San Spirito.                                                     |
| 1er septembre 1400-31 octobre 1400 | Fabiano d'Antonio Martini                                                        | Pr. du q. Santa Croce. Boucher (beccaio).                                  |
| 1er septembre 1400-31 octobre 1400 | Simone del Chiaro                                                                | Pr. du q. Santa Croce. Forgeron (fabbro).                                  |
| 1er septembre 1400-31 octobre 1400 | Giovanni di Bartolo di More Ubaldini                                             | Pr. du q. Santa Maria Novella.                                             |
| 1er septembre 1400-31 octobre 1400 | Giovanni di Filippo Carducci                                                     | Pr. du q. Santa Maria Novella.                                             |
| 1er septembre 1400-31 octobre 1400 | Niccolò di Manetto da Filicaia                                                   | Pr. du q. San Giovanni.                                                    |
| 1er septembre 1400-31 octobre 1400 | Antonio di Santi                                                                 | Pr. du q. San Giovanni. Drapier (lanaiolo).                                |
| 1er novembre 1400-31 décembre 1400 | Pera del Pera Baldovinetti                                                       | Gonf. issu du q. Santa Maria Novella.                                      |
| 1er novembre 1400-31 décembre 1400 | Bartolo di Jacopo di Banco Bencivenni                                            | Pr. du q. San Spirito.                                                     |
| 1er novembre 1400-31 décembre 1400 | Bernardo di Niccolò da Verrazzano                                                | Pr. du q. San Spirito.                                                     |
| 1er novembre 1400-31 décembre 1400 | Domenico di Domenico de'Giugni                                                   | Pr. du q. Santa Croce.                                                     |
| 1er novembre 1400-31 décembre 1400 | Vanni di Filippo da Petrognano                                                   | Pr. du q. Santa Croce.                                                     |
| 1er novembre 1400-31 décembre 1400 | Manieri di Jacopo                                                                | Pr. du q. Santa Maria Novella. Fabricant de lunettes (bicchieraio).        |
| 1er novembre 1400-31 décembre 1400 | Cristofano di Vanni                                                              | Pr. du q. Santa Maria Novella. Menuisier (legnaiolo).                      |
| 1er novembre 1400-31 décembre 1400 | Lottieri di Nerone di Nigi Dietisalvi Neroni                                     | Pr. du q. San Giovanni.                                                    |
| 1er novembre 1400-31 décembre 1400 | Ugo d'Andrea di Mess. Ugo della Stufa                                            | Pr. du q. San Giovanni.                                                    |

### 1401
| Période de gouvernement            | Gonfaloniers de Justice et Prieurs                                      | Notes                                                               |
| ---------------------------------- | ----------------------------------------------------------------------- | ------------------------------------------------------------------- |
| 1er janvier 1401-28 février 1401   | Niccoloso di Francesco Cambi                                            | Gonf. issu du q. San Giovanni.                                      |
| 1er janvier 1401-28 février 1401   | Niccolò d'Agnolo di Ser Belcaro Serragli                                | Pr. du q. San Spirito.                                              |
| 1er janvier 1401-28 février 1401   | Betto di Giovanni di Stefano, dit Bettone                               | Pr. du q. San Spirito.                                              |
| 1er janvier 1401-28 février 1401   | Cambio d'Orlando Orlandi                                                | Pr. du q. Santa Croce.                                              |
| 1er janvier 1401-28 février 1401   | Frosino di Francesco Spinelli                                           | Pr. du q. Santa Croce.                                              |
| 1er janvier 1401-28 février 1401   | Donato d'Albizzo Acciaiuoli                                             | Pr. du q. Santa Maria Novella.                                      |
| 1er janvier 1401-28 février 1401   | Pierozzo di Biagio Strozzi                                              | Pr. du q. Santa Maria Novella.                                      |
| 1er janvier 1401-28 février 1401   | Zanobi di Guidotto                                                      | Pr. du q. San Giovanni. Menuisier (legnaiolo).                      |
| 1er janvier 1401-28 février 1401   | Lorenzo di Francesco                                                    | Pr. du q. San Giovanni. Forgeron (manescalco).                      |
| 1er mars 1401-30 avril 1401        | Gino di Neri Capponi                                                    | Gonf. issu du q. San Spirito.                                       |
| 1er mars 1401-30 avril 1401        | Particino di Giovanni di Ghieri                                         | Pr. du q. San Spirito. Hôtelier (albergatore).                      |
| 1er mars 1401-30 avril 1401        | Jacopo di Niccolò di Nome                                               | Pr. du q. San Spirito. Négociant en vins (vinattiere).              |
| 1er mars 1401-30 avril 1401        | Simone di Niccolò Salviati                                              | Pr. du q. Santa Croce. Drapier (lanaiolo).                          |
| 1er mars 1401-30 avril 1401        | Giovanni di Ser Bernardo Carcherelli                                    | Pr. du q. Santa Croce.                                              |
| 1er mars 1401-30 avril 1401        | Giovanni di Temperano di Manno                                          | Pr. du q. Santa Maria Novella.                                      |
| 1er mars 1401-30 avril 1401        | Filippo di Mess. Ruberto Aldobrandini                                   | Pr. du q. Santa Maria Novella.                                      |
| 1er mars 1401-30 avril 1401        | Giorgio d'Aldobrandino d'Andrea del Nero                                | Pr. du q. San Giovanni.                                             |
| 1er mars 1401-30 avril 1401        | Jacopo di Ser Francesco di Ser Giovanni Ciai                            | Pr. du q. San Giovanni. Marchand de tissu au détail (ritagliatore). |
| 1er mai 1401-30 juin 1401          | Lapo di Giovanni Niccolini                                              | Gonf. issu du q. Santa Croce.                                       |
| 1er mai 1401-30 juin 1401          | Arrigo di Giovanni Sassolini                                            | Pr. du q. San Spirito.                                              |
| 1er mai 1401-30 juin 1401          | Giovanni di Brancazio Borsi                                             | Pr. du q. San Spirito. Tisseur sur soie (setaiolo) ?                |
| 1er mai 1401-30 juin 1401          | Bellaccino di Niccolò del Bellaccio (ou Bellaccio di Giovanni Bellacci) | Pr. du q. Santa Croce. Boucher (beccaio).                           |
| 1er mai 1401-30 juin 1401          | Franceschino di Donato                                                  | Pr. du q. Santa Croce. Fromager (pizzicagnolo).                     |
| 1er mai 1401-30 juin 1401          | Jacopo di Schiatta Mangioni                                             | Pr. du q. Santa Maria Novella.                                      |
| 1er mai 1401-30 juin 1401          | Antonio di Jacopo del Vigna                                             | Pr. du q. Santa Maria Novella. Changeur de monnaie (cambiatore).    |
| 1er mai 1401-30 juin 1401          | Filippo di Mess. Biagio Guasconi                                        | Pr. du q. San Giovanni.                                             |
| 1er mai 1401-30 juin 1401          | Bartolo di Giovannozzo di Bartolo Fedi                                  | Pr. du q. San Giovanni.                                             |
| 1er juillet 1401-31 août 1401      | Mess. Rinaldo di Giannozzo Gianfigliazzi                                | Gonf. issu du q. Santa Maria Novella. Chevalier.                    |
| 1er juillet 1401-31 août 1401      | Cristofano di Francesco Biliotti                                        | Pr. du q. San Spirito.                                              |
| 1er juillet 1401-31 août 1401      | Sala di Filippo Marsili                                                 | Pr. du q. San Spirito.                                              |
| 1er juillet 1401-31 août 1401      | Amedeo di Ruberto Peruzzi                                               | Pr. du q. Santa Croce.                                              |
| 1er juillet 1401-31 août 1401      | Giannozzo di Zanobi Cafferelli                                          | Pr. du q. Santa Croce.                                              |
| 1er juillet 1401-31 août 1401      | Antonio di Ser Martino (ou Antonio di Sammartino)                       | Pr. du q. Santa Maria Novella. Négociant en vins (vinattiere).      |
| 1er juillet 1401-31 août 1401      | Lodovico di Guccio di Feo della Badessa                                 | Pr. du q. Santa Maria Novella. Tisserand (pezzaio).                 |
| 1er juillet 1401-31 août 1401      | Bernardo di Ser Jacopo della Casa                                       | Pr. du q. San Giovanni.                                             |
| 1er juillet 1401-31 août 1401      | Niccolò d'Ugolino Martelli                                              | Pr. du q. San Giovanni.                                             |
| 1er septembre 1401-31 octobre 1401 | Cante di Giovanni di Cante Ammannati                                    | Gonf. issu du q. San Giovanni.                                      |
| 1er septembre 1401-31 octobre 1401 | Dinozzo di Stefano Lippi                                                | Pr. du q. San Spirito.                                              |
| 1er septembre 1401-31 octobre 1401 | Corsino di Jacopo Corsini                                               | Pr. du q. San Spirito.                                              |
| 1er septembre 1401-31 octobre 1401 | Piero di Masino dell'Antella                                            | Pr. du q. Santa Croce.                                              |
| 1er septembre 1401-31 octobre 1401 | Lorenzo di Leonardo Raffacani                                           | Pr. du q. Santa Croce.                                              |
| 1er septembre 1401-31 octobre 1401 | Brancazio di Domenico Rucellai                                          | Pr. du q. Santa Maria Novella.                                      |
| 1er septembre 1401-31 octobre 1401 | Cino di Mess. Guccio de'Nobili                                          | Pr. du q. Santa Maria Novella.                                      |
| 1er septembre 1401-31 octobre 1401 | Stagio di Lapo                                                          | Pr. du q. San Giovanni. Menuisier (legnaiolo).                      |
| 1er septembre 1401-31 octobre 1401 | Migliorato di Piero                                                     | Pr. du q. San Giovanni. Armurier (corazzaio).                       |
| 1er novembre 1401-31 décembre 1401 | Mess. Luigi di Mess. Piero Guicciardini                                 | Gonf. issu du q. San Spirito. Soldat, chevalier.                    |
| 1er novembre 1401-31 décembre 1401 | Antonio di Francesco da Certaldo                                        | Pr. du q. San Spirito. Boulanger (fornaciaio).                      |
| 1er novembre 1401-31 décembre 1401 | Giovanni di Michelozzo                                                  | Pr. du q. San Spirito. Artisan du cuir (coreggiaio).                |
| 1er novembre 1401-31 décembre 1401 | Giovanni di Franceschino Pepi                                           | Pr. du q. Santa Croce.                                              |
| 1er novembre 1401-31 décembre 1401 | Fronte di Piero di Fronte                                               | Pr. du q. Santa Croce.                                              |
| 1er novembre 1401-31 décembre 1401 | Jacopo d'Ubaldino Ardinghelli                                           | Pr. du q. Santa Maria Novella.                                      |
| 1er novembre 1401-31 décembre 1401 | Zanobi di Leonardo Bartolini Salimbeni                                  | Pr. du q. Santa Maria Novella.                                      |
| 1er novembre 1401-31 décembre 1401 | Filippo d'Arrigo Arrigucci                                              | Pr. du q. San Giovanni.                                             |
| 1er novembre 1401-31 décembre 1401 | Leonardo di Pagno di Chele Pagnini                                      | Pr. du q. San Giovanni.                                             |

### 1402
| Période de gouvernement            | Gonfaloniers de Justice et Prieurs                                    | Notes                                                               |
| ---------------------------------- | --------------------------------------------------------------------- | ------------------------------------------------------------------- |
| 1er janvier 1402-28 février 1402   | Filippo di Niccolò de'Giugni                                          | Gonf. issu du q. Santa Croce.                                       |
| 1er janvier 1402-28 février 1402   | Francesco di Neri Pitti                                               | Pr. du q. San Spirito.                                              |
| 1er janvier 1402-28 février 1402   | Antonio del Bugliaffo                                                 | Pr. du q. San Spirito. Orfèvre (orefice).                           |
| 1er janvier 1402-28 février 1402   | Luca di Salvuccio                                                     | Pr. du q. Santa Croce. Artisan du cuir (coreggiaio).                |
| 1er janvier 1402-28 février 1402   | Michele di Donato                                                     | Pr. du q. Santa Croce. Marchand de chaussures (pianellaio).         |
| 1er janvier 1402-28 février 1402   | Agnolo di Luigi Spini (ou Angelo Spini)                               | Pr. du q. Santa Maria Novella.                                      |
| 1er janvier 1402-28 février 1402   | Marsilio di Vanni Vecchietti                                          | Pr. du q. Santa Maria Novella.                                      |
| 1er janvier 1402-28 février 1402   | Silvestro di Vanni degli Albizzi                                      | Pr. du q. San Giovanni.                                             |
| 1er janvier 1402-28 février 1402   | Benintendi di Nuccio Solosmei                                         | Pr. du q. San Giovanni. Drapier (lanaiolo).                         |
| 1er mars 1402-30 avril 1402        | Jacopo di Filippo Malegonnelle                                        | Gonf. issu du q. Santa Maria Novella.                               |
| 1er mars 1402-30 avril 1402        | Francesco di Giorgio Canigiani                                        | Pr. du q. San Spirito.                                              |
| 1er mars 1402-30 avril 1402        | Antonio di Niccolò di Lippo Alberti                                   | Pr. du q. San Spirito.                                              |
| 1er mars 1402-30 avril 1402        | Simone di Piero della Fioraia                                         | Pr. du q. Santa Croce.                                              |
| 1er mars 1402-30 avril 1402        | Giovanni di Noferi di Giovanni Arnolfi (ou Giovanni di Nofri Arnolfi) | Pr. du q. Santa Croce.                                              |
| 1er mars 1402-30 avril 1402        | Lapo di Biagio Vespucci                                               | Pr. du q. Santa Maria Novella. Négociant en vins (vinattiere).      |
| 1er mars 1402-30 avril 1402        | Giovanni di Ser Dato                                                  | Pr. du q. Santa Maria Novella. Forgeron (manescalco).               |
| 1er mars 1402-30 avril 1402        | Piero di Giovanni di Firenze                                          | Pr. du q. San Giovanni.                                             |
| 1er mars 1402-30 avril 1402        | Bartolommeo di Benedetto di Neri di Ser Benedetto Capitani            | Pr. du q. San Giovanni.                                             |
| 1er mai 1402-30 juin 1402          | Rinaldo di Filippo Rondinelli                                         | Gonf. issu du q. San Giovanni.                                      |
| 1er mai 1402-30 juin 1402          | Simone di Renzo Simoni                                                | Pr. du q. San Spirito.                                              |
| 1er mai 1402-30 juin 1402          | Barduccio di Cherichino (ou Cherichini)                               | Pr. du q. San Spirito. Changeur de monnaie (cambiatore).            |
| 1er mai 1402-30 juin 1402          | Lotto di Duccio Mancini                                               | Pr. du q. Santa Croce.                                              |
| 1er mai 1402-30 juin 1402          | Alberto di Zanobi di Berto Rinieri                                    | Pr. du q. Santa Croce.                                              |
| 1er mai 1402-30 juin 1402          | Gentile di Sandro Altoviti                                            | Pr. du q. Santa Maria Novella.                                      |
| 1er mai 1402-30 juin 1402          | Tommaso di Bartolo di Ser Tino (ou Sertini ?)                         | Pr. du q. Santa Maria Novella.                                      |
| 1er mai 1402-30 juin 1402          | Goro di Guccio                                                        | Pr. du q. San Giovanni. Artisan du cuir (coreggiaio).               |
| 1er mai 1402-30 juin 1402          | Zanobi di Ser Lando                                                   | Pr. du q. San Giovanni. Marchand de lin (linaiolo).                 |
| 1er juillet 1402-31 août 1402      | Niccolò di Niccolò di Gherardino Gianni                               | Gonf. issu du q. San Spirito.                                       |
| 1er juillet 1402-31 août 1402      | Benedetto di Ciardo Torrigiani                                        | Pr. du q. San Spirito. Négociant en vins (vinattiere).              |
| 1er juillet 1402-31 août 1402      | Piero di Fantone Fantoni                                              | Pr. du q. San Spirito. Négociant en vins (vinattiere).              |
| 1er juillet 1402-31 août 1402      | Mato di Simone Lioni                                                  | Pr. du q. Santa Croce.                                              |
| 1er juillet 1402-31 août 1402      | Niccolò di Bonsignore Spinelli                                        | Pr. du q. Santa Croce.                                              |
| 1er juillet 1402-31 août 1402      | Michele di Zanobi Acciaiuoli                                          | Pr. du q. Santa Maria Novella.                                      |
| 1er juillet 1402-31 août 1402      | Marco di Bartolo Bonciani                                             | Pr. du q. Santa Maria Novella.                                      |
| 1er juillet 1402-31 août 1402      | Bernardo di Vieri Guadagni                                            | Pr. du q. San Giovanni.                                             |
| 1er juillet 1402-31 août 1402      | Giovanni di Bicci de'Medici                                           | Pr. du q. San Giovanni.                                             |
| 1er septembre 1402-31 octobre 1402 | Piero di Jacopo Baroncelli                                            | Gonf. issu du q. Santa Croce.                                       |
| 1er septembre 1402-31 octobre 1402 | Silvestro di Silvestro Belfredelli (ou Belfradelli)                   | Pr. du q. San Spirito.                                              |
| 1er septembre 1402-31 octobre 1402 | Jacopo di Piero Bini                                                  | Pr. du q. San Spirito.                                              |
| 1er septembre 1402-31 octobre 1402 | Jacopo d'Arrighetto                                                   | Pr. du q. Santa Croce. Menuisier (legnaiolo).                       |
| 1er septembre 1402-31 octobre 1402 | Antonio di Vanni Mannucci                                             | Pr. du q. Santa Croce. Tanneur (galigaio).                          |
| 1er septembre 1402-31 octobre 1402 | Marco di Goro Strozzi                                                 | Pr. du q. Santa Maria Novella.                                      |
| 1er septembre 1402-31 octobre 1402 | Paolo di Bernardo Bordoni                                             | Pr. du q. Santa Maria Novella.                                      |
| 1er septembre 1402-31 octobre 1402 | Nigi di Nerone di Nigi Dietisalvi Neroni                              | Pr. du q. San Giovanni.                                             |
| 1er septembre 1402-31 octobre 1402 | Bartolommeo di Jacopone Gherardini                                    | Pr. du q. San Giovanni.                                             |
| 1er novembre 1402-31 décembre 1402 | Mess. Tommaso di Marco de'Marchi                                      | Gonf. issu du q. Santa Maria Novella.                               |
| 1er novembre 1402-31 décembre 1402 | Matteo dello Scelto di Tingo                                          | Pr. du q. San Spirito.                                              |
| 1er novembre 1402-31 décembre 1402 | Cappone di Neri Capponi                                               | Pr. du q. San Spirito.                                              |
| 1er novembre 1402-31 décembre 1402 | Giovanni di Michele di Vanni Castellani                               | Pr. du q. Santa Croce.                                              |
| 1er novembre 1402-31 décembre 1402 | Francesco d'Andrea Villani                                            | Pr. du q. Santa Croce.                                              |
| 1er novembre 1402-31 décembre 1402 | Paolo di Lorenzo Puccini                                              | Pr. du q. Santa Maria Novella. Marchand de lin (linaiolo).          |
| 1er novembre 1402-31 décembre 1402 | Domenico di Biagio Carucci                                            | Pr. du q. Santa Maria Novella. Fripier (rigattiere).                |
| 1er novembre 1402-31 décembre 1402 | Zanobi di Ser Gino Ginori                                             | Pr. du q. San Giovanni. Marchand de tissu au détail (ritagliatore). |
| 1er novembre 1402-31 décembre 1402 | Giovanni di Noferi Bischeri (ou Giovanni di Nofri Bischeri)           | Pr. du q. San Giovanni. Drapier (lanaiolo).                         |

### 1403
| Période de gouvernement            | Gonfaloniers de Justice et Prieurs                             | Notes                                                              |
| ---------------------------------- | -------------------------------------------------------------- | ------------------------------------------------------------------ |
| 1er janvier 1403-28 février 1403   | Bartolommeo di Niccolò di Taldo Valori                         | Gonf. issu du q. San Giovanni.                                     |
| 1er janvier 1403-28 février 1403   | Giuliano di Cola di Nerino                                     | Pr. du q. San Spirito.                                             |
| 1er janvier 1403-28 février 1403   | Giovanni di Tommaso Corbinelli                                 | Pr. du q. San Spirito. Drapier (lanaiolo).                         |
| 1er janvier 1403-28 février 1403   | Antonio di Piero di Fronte                                     | Pr. du q. Santa Croce. Drapier (lanaiolo).                         |
| 1er janvier 1403-28 février 1403   | Noferi di Forese (ou Nofri di Forese)                          | Pr. du q. Santa Croce. Drapier (lanaiolo).                         |
| 1er janvier 1403-28 février 1403   | Jacopo di Giovanni Gianfigliazzi                               | Pr. du q. Santa Maria Novella.                                     |
| 1er janvier 1403-28 février 1403   | Filippo di Niccolò di Ghino Popoleschi                         | Pr. du q. Santa Maria Novella.                                     |
| 1er janvier 1403-28 février 1403   | Jacopo di Duccio                                               | Pr. du q. San Giovanni. Boucher (beccaio).                         |
| 1er janvier 1403-28 février 1403   | Piero di Bonaccorso Bonaccorsi                                 | Pr. du q. San Giovanni. Armurier (corazzaio).                      |
| 1er mars 1403-30 avril 1403        | Ubaldo di Fetto Ubertini                                       | Gonf. issu q. San Spirito. Marchand (mercatante).                  |
| 1er mars 1403-30 avril 1403        | Guglielmo d'Agnolino                                           | Pr. du q. San Spirito. Tisserand (pezzaio).                        |
| 1er mars 1403-30 avril 1403        | Benedetto di Giusto di Bate                                    | Pr. du q. San Spirito. Marchand d'huile (oliandolo).               |
| 1er mars 1403-30 avril 1403        | Jacopo di Piero di Bonaventura Ricoveri                        | Pr. du q. Santa Croce. Changeur de monnaie (cambiatore).           |
| 1er mars 1403-30 avril 1403        | Jacopo di Matteo Ciacchi                                       | Pr. du q. Santa Croce. Drapier (lanaiolo).                         |
| 1er mars 1403-30 avril 1403        | Bartolommeo di Leonardo Bartolini                              | Pr. du q. Santa Maria Novella.                                     |
| 1er mars 1403-30 avril 1403        | Signorino di Manno Signorini                                   | Pr. du q. Santa Maria Novella.                                     |
| 1er mars 1403-30 avril 1403        | Filippo di Lorino di Bonaiuto                                  | Pr. du q. San Giovanni.                                            |
| 1er mars 1403-30 avril 1403        | Bonifazio di Mess. Ormanno Cortigiani                          | Pr. du q. San Giovanni.                                            |
| 1er mai 1403-30 juin 1403          | Niccolò di Rinieri Peruzzi                                     | Gonf. issu du q. Santa Croce.                                      |
| 1er mai 1403-30 juin 1403          | Baldo di Niccolò Ridolfi                                       | Pr. du q. San Spirito.                                             |
| 1er mai 1403-30 juin 1403          | Stefano di Corsino Corsini                                     | Pr. du q. San Spirito.                                             |
| 1er mai 1403-30 juin 1403          | Maestro Francesco di Duccio Scambrilla                         | Pr. du q. Santa Croce.                                             |
| 1er mai 1403-30 juin 1403          | Stefano di Bernardo del Sannella                               | Pr. du q. Santa Croce. Artisan du cuir (coreggiaio).               |
| 1er mai 1403-30 juin 1403          | Albizzo di Domenico Fagiuoli                                   | Pr. du q. Santa Maria Novella.                                     |
| 1er mai 1403-30 juin 1403          | Jacopo di Bernardo Beccanugi                                   | Pr. du q. Santa Maria Novella.                                     |
| 1er mai 1403-30 juin 1403          | Girolamo di Bartolo Falconi                                    | Pr. du q. San Giovanni. Teinturier (tintore).                      |
| 1er mai 1403-30 juin 1403          | Filippo di Salvi di Filippo                                    | Pr. du q. San Giovanni. Drapier (lanaiolo).                        |
| 1er juillet 1403-31 août 1403      | Tommaso di Neri Ardinghelli                                    | Gonf. issu du q. Santa Maria Novella.                              |
| 1er juillet 1403-31 août 1403      | Guidetto di Jacopo Guidetti                                    | Pr. du q. San Spirito.                                             |
| 1er juillet 1403-31 août 1403      | Bartolo di Miliano Salvini                                     | Pr. du q. San Spirito. Drapier (lanaiolo).                         |
| 1er juillet 1403-31 août 1403      | Duccino di Lotto Mancini                                       | Pr. du q. Santa Croce.                                             |
| 1er juillet 1403-31 août 1403      | Simone di Mariotto Orlandini                                   | Pr. du q. Santa Croce.                                             |
| 1er juillet 1403-31 août 1403      | Brando di Guccio della Badessa                                 | Pr. du q. Santa Maria Novella. Tisserand (pezzaio).                |
| 1er juillet 1403-31 août 1403      | Simone d'Agostino Serragli                                     | Pr. du q. Santa Maria Novella. Négociant en vins (vinattiere).     |
| 1er juillet 1403-31 août 1403      | Maso di Bartolommeo Alessandri                                 | Pr. du q. San Giovanni.                                            |
| 1er juillet 1403-31 août 1403      | Mariano di Calandro Neri                                       | Pr. du q. San Giovanni.                                            |
| 1er septembre 1403-31 octobre 1403 | Ridolfo di Ser Benedetto Ciai                                  | Gonf. issu du q. San Giovanni.                                     |
| 1er septembre 1403-31 octobre 1403 | Niccolò di Giovanni da Uzzano                                  | Pr. du q. San Spirito.                                             |
| 1er septembre 1403-31 octobre 1403 | Arrigo di Ser Piero Mucini                                     | Pr. du q. San Spirito.                                             |
| 1er septembre 1403-31 octobre 1403 | Andrea di Sandro Ragugi (ou Raughi)                            | Pr. du q. Santa Croce.                                             |
| 1er septembre 1403-31 octobre 1403 | Jacopo d'Orlando Orlandi                                       | Pr. du q. Santa Croce.                                             |
| 1er septembre 1403-31 octobre 1403 | Niccolò di Roberto Davanzati                                   | Pr. du q. Santa Maria Novella.                                     |
| 1er septembre 1403-31 octobre 1403 | Ser Luca di Francesco della Mercanzia                          | Pr. du q. Santa Maria Novella.                                     |
| 1er septembre 1403-31 octobre 1403 | Manetto di Migliorotto                                         | Pr. du q. San Giovanni. Forgeron (ferraiolo) ?                     |
| 1er septembre 1403-31 octobre 1403 | Tommaso di Guidotto                                            | Pr. du q. San Giovanni. Menuisier (legnaiolo).                     |
| 1er novembre 1403-31 décembre 1403 | Bartolo di Schiatta Ridolfi                                    | Gonf. issu du q. San Spirito.                                      |
| 1er novembre 1403-31 décembre 1403 | Giorgio di Giore                                               | Pr. du q. San Spirito. Cordonnier (calzolaio).                     |
| 1er novembre 1403-31 décembre 1403 | Bartolo di Firenze del Pancia                                  | Pr. du q. San Spirito. Cordonnier (calzolaio).                     |
| 1er novembre 1403-31 décembre 1403 | Niccolò di Jacopo Betti                                        | Pr. du q. Santa Croce. Marchand de tissu au détail (ritagliatore). |
| 1er novembre 1403-31 décembre 1403 | Banco di Frosino da Verrazzano                                 | Pr. du q. Santa Croce.                                             |
| 1er novembre 1403-31 décembre 1403 | Giovanni di Federigo                                           | Pr. du q. Santa Maria Novella.                                     |
| 1er novembre 1403-31 décembre 1403 | Piero di Mess. Guido Bonciani                                  | Pr. du q. Santa Maria Novella.                                     |
| 1er novembre 1403-31 décembre 1403 | Niccolò di Manovellozzo Manovelli                              | Pr. du q. San Giovanni.                                            |
| 1er novembre 1403-31 décembre 1403 | Niccolò d'Andrea di Neri di Lippo del Palagio (ou del Palazzo) | Pr. du q. San Giovanni.                                            |

### 1404
| Période de gouvernement            | Gonfaloniers de Justice et Prieurs                                          | Notes                                                                                     |
| ---------------------------------- | --------------------------------------------------------------------------- | ----------------------------------------------------------------------------------------- |
| 1er janvier 1404-29 février 1404   | Niccolò di Riccardo Fagni                                                   | Gonf. issu du q. Santa Croce.                                                             |
| 1er janvier 1404-29 février 1404   | Jacopo di Lutozzo Nasi                                                      | Pr. du q. San Spirito.                                                                    |
| 1er janvier 1404-29 février 1404   | Bartolommeo d'Andrea del Benino Neldi                                       | Pr. du q. San Spirito. Tisseur sur soie (setaiolo) ?                                      |
| 1er janvier 1404-29 février 1404   | Giunta di Bartolo                                                           | Pr. du q. Santa Croce. Boulanger (fornaio).                                               |
| 1er janvier 1404-29 février 1404   | Giovanni di Bartolo di Grazia                                               | Pr. du q. Santa Croce. Menuisier (legnaiolo).                                             |
| 1er janvier 1404-29 février 1404   | Giovanni di Giovanni Aldobrandini                                           | Pr. du q. Santa Maria Novella.                                                            |
| 1er janvier 1404-29 février 1404   | Guglielmo di Bardo Altoviti                                                 | Pr. du q. Santa Maria Novella.                                                            |
| 1er janvier 1404-29 février 1404   | Bartolommeo di Neri Fioravanti                                              | Pr. du q. San Giovanni.                                                                   |
| 1er janvier 1404-29 février 1404   | Tommaso di Jacopo Pecori                                                    | Pr. du q. San Giovanni.                                                                   |
| 1er mars 1404-30 avril 1404        | Mess. Cristofano d'Anfrione Spini (ou Cristoforo Spini)                     | Gonf. issu du q. Santa Maria Novella. Soldat et chevalier.                                |
| 1er mars 1404-30 avril 1404        | Bernardo di Castello da Quarata (ou Quaratesi)                              | Pr. du q. San Spirito.                                                                    |
| 1er mars 1404-30 avril 1404        | Cristofano del Bugliaffo                                                    | Pr. du q. San Spirito. Drapier (lanaiolo).                                                |
| 1er mars 1404-30 avril 1404        | Goso di Francesco Gosi                                                      | Pr. du q. Santa Croce. Drapier (lanaiolo).                                                |
| 1er mars 1404-30 avril 1404        | Forese d'Antonio Sacchetti                                                  | Pr. du q. Santa Croce.                                                                    |
| 1er mars 1404-30 avril 1404        | Maestro Corso di Piero Canacci                                              | Pr. du q. Santa Maria Novella.                                                            |
| 1er mars 1404-30 avril 1404        | Michele d'Ugolino                                                           | Pr. du q. Santa Maria Novella. Marchand de chaussures (pianellaio).                       |
| 1er mars 1404-30 avril 1404        | Nardo di Chele Pagnini                                                      | Pr. du q. San Giovanni.                                                                   |
| 1er mars 1404-30 avril 1404        | Ugo d'Andrea di Mess. Ugo della Stufa                                       | Pr. du q. San Giovanni.                                                                   |
| 1er mai 1404-30 juin 1404          | Paolo di Berto di Grazino Carnesecchi                                       | Gonf. issu du q. San Giovanni.                                                            |
| 1er mai 1404-30 juin 1404          | Francesco di Niccolò Guicciardini                                           | Pr. du q. San Spirito.                                                                    |
| 1er mai 1404-30 juin 1404          | Niccolò di Mess. Donato Barbadori                                           | Pr. du q. San Spirito.                                                                    |
| 1er mai 1404-30 juin 1404          | Giovanni di Piero di Bandino Baroncelli                                     | Pr. du q. Santa Croce.                                                                    |
| 1er mai 1404-30 juin 1404          | Andrea di Niccolò de'Giugni                                                 | Pr. du q. Santa Croce.                                                                    |
| 1er mai 1404-30 juin 1404          | Bonaccorso Berardi                                                          | Pr. du q. Santa Maria Novella. Tisseur sur soie (setaiolo) ?                              |
| 1er mai 1404-30 juin 1404          | Tommaso di Ser Manetto                                                      | Pr. du q. Santa Maria Novella. Apothicaire (speziale).                                    |
| 1er mai 1404-30 juin 1404          | Michele di Neri della Secchia                                               | Pr. du q. San Giovanni. Forgeron (fabbro).                                                |
| 1er mai 1404-30 juin 1404          | Francesco di Giovanni Dietaiuti                                             | Pr. du q. San Giovanni. Fabricant de brides pour chevaux (brigliaio).                     |
| 1er juillet 1404-31 août 1404      | Lorenzo di Philippo Machiavelli                                             | Gonf. issu du q. San Spirito.                                                             |
| 1er juillet 1404-31 août 1404      | Cristofano di Francesco del Bugliaffo                                       | Pr. du q. San Spirito. Négociant en vins (vinattiere).                                    |
| 1er juillet 1404-31 août 1404      | Bonaccorso di Paolo Corsellini                                              | Pr. du q. San Spirito. Dinandier, artisan du cuivre (ottonaio).                           |
| 1er juillet 1404-31 août 1404      | Buonaccorso di Simone di Buonarrota Simoni (ou Buonarrota di Simone Simoni) | Pr. du q. Santa Croce.                                                                    |
| 1er juillet 1404-31 août 1404      | Carlo di Dino di Maestro Tommaso del Garbo                                  | Pr. du q. Santa Croce.                                                                    |
| 1er juillet 1404-31 août 1404      | Antonio di Cipriano di Lippozzo Mangioni                                    | Pr. du q. Santa Maria Novella.                                                            |
| 1er juillet 1404-31 août 1404      | Niccolò di Leonardo Beccanugi                                               | Pr. du q. Santa Maria Novella.                                                            |
| 1er juillet 1404-31 août 1404      | Giovanni di Filippo Rondinelli                                              | Pr. du q. San Giovanni.                                                                   |
| 1er juillet 1404-31 août 1404      | Francesco d'Antonio Palmieri                                                | Pr. du q. San Giovanni.                                                                   |
| 1er septembre 1404-31 octobre 1404 | Mess. Lotto di Vanni Castellani                                             | Gonf. issu du q. Santa Croce. Soldat et chevalier.                                        |
| 1er septembre 1404-31 octobre 1404 | Piero d'Agnolo Capponi (ou Piero d'Angelo Capponi)                          | Pr. du q. San Spirito.                                                                    |
| 1er septembre 1404-31 octobre 1404 | Antonio di Francesco Ferrucci                                               | Pr. du q. San Spirito.                                                                    |
| 1er septembre 1404-31 octobre 1404 | Giovanni di Rosso di Piero del Rosso                                        | Pr. du q. Santa Croce. Tanneur (galigaio).                                                |
| 1er septembre 1404-31 octobre 1404 | Romolo di Giovanni                                                          | Pr. du q. Santa Croce. Dinandier, artisan du cuivre (ottonaio).                           |
| 1er septembre 1404-31 octobre 1404 | Giuliano di Rinieri del Forese (ou Foresi)                                  | Pr. du q. Santa Maria Novella.                                                            |
| 1er septembre 1404-31 octobre 1404 | Francesco di Francesco Peruzzi                                              | Pr. du q. Santa Maria Novella.                                                            |
| 1er septembre 1404-31 octobre 1404 | Luca di Manetto da Filicaia                                                 | Pr. du q. San Giovanni.                                                                   |
| 1er septembre 1404-31 octobre 1404 | Piero di Cresci                                                             | Pr. du q. San Giovanni. Teinturier (tintore).                                             |
| 1er novembre 1404-31 décembre 1404 | Paolo di Cino de'Nobili                                                     | Gonf. issu du q. Santa Maria Novella.                                                     |
| 1er novembre 1404-31 décembre 1404 | Bonaccorso di Neri Pitti                                                    | Pr. du q. San Spirito.                                                                    |
| 1er novembre 1404-31 décembre 1404 | Donato di Michele di Donato Velluti                                         | Pr. du q. San Spirito.                                                                    |
| 1er novembre 1404-31 décembre 1404 | Luigi di Giovanni Mannini                                                   | Pr. du q. Santa Croce.                                                                    |
| 1er novembre 1404-31 décembre 1404 | Simone d'Arrigo Bartoli                                                     | Pr. du q. Santa Croce (ou du q. Santa Maria Novella ?). Fabricant d'aiguilles (agoraio) ? |
| 1er novembre 1404-31 décembre 1404 | Salvadore di Tommaso di Bondi del Caccia                                    | Pr. du q. Santa Maria Novella (ou du q. Santa Croce ?).                                   |
| 1er novembre 1404-31 décembre 1404 | Maestro Lapo di Martino                                                     | Pr. du q. Santa Maria Novella.                                                            |
| 1er novembre 1404-31 décembre 1404 | Jacopo di Francesco Guasconi                                                | Pr. du q. San Giovanni.                                                                   |
| 1er novembre 1404-31 décembre 1404 | Giraldo di Lorenzo Giraldi                                                  | Pr. du q. San Giovanni.                                                                   |

### 1405
| Période de gouvernement            | Gonfaloniers de Justice et Prieurs                                   | Notes                                                                      |
| ---------------------------------- | -------------------------------------------------------------------- | -------------------------------------------------------------------------- |
| 1er janvier 1405-28 février 1405   | Mess. Maso di Luca degli Albizzi                                     | Gonf. issu du q. San Giovanni.                                             |
| 1er janvier 1405-28 février 1405   | Piero di Francesco del Soldato                                       | Pr. du q. San Spirito.                                                     |
| 1er janvier 1405-28 février 1405   | Neri di Ser Francesco Borghi (ou Neri di Fresco Borghi)              | Pr. du q. San Spirito.                                                     |
| 1er janvier 1405-28 février 1405   | Silvestro di Lodovico Ceffini                                        | Pr. du q. Santa Croce.                                                     |
| 1er janvier 1405-28 février 1405   | Antonio di Lorenzo Spinelli                                          | Pr. du q. Santa Croce.                                                     |
| 1er janvier 1405-28 février 1405   | Francesco di Mess. Palla Strozzi                                     | Pr. du q. Santa Maria Novella.                                             |
| 1er janvier 1405-28 février 1405   | Giovanni d'Andrea di Betto Minerbetti                                | Pr. du q. Santa Maria Novella.                                             |
| 1er janvier 1405-28 février 1405   | Leonardo di Mazzeo                                                   | Pr. du q. San Giovanni. Armurier (corazzaio).                              |
| 1er janvier 1405-28 février 1405   | Antonio di Giovanni Compagni                                         | Pr. du q. San Giovanni. Marchand de lin (linaiolo).                        |
| 1er mars 1405-30 avril 1405        | Cristofano di Francesco Biliotti                                     | Gonf. issu du q. San Spirito. Mort en charge.                              |
| 1er mars 1405-30 avril 1405        | Bartolommeo di Tommaso di Piero Corbinelli                           | Gonf. issu du q. San Spirito. Élu en remplacement du précédent.            |
| 1er mars 1405-30 avril 1405        | Ammannato di Covero delle Colombe                                    | Pr. du q. San Spirito. Marchand d'huile (oliandolo).                       |
| 1er mars 1405-30 avril 1405        | Rosso di Piero del Rosso                                             | Pr. du q. San Spirito. Boulanger (fornaciaio).                             |
| 1er mars 1405-30 avril 1405        | Niccolò di Cocchio di Donato Donati (ou Niccolò di Cocchio Cocchi ?) | Pr. du q. Santa Croce.                                                     |
| 1er mars 1405-30 avril 1405        | Giano di Giovanni Morelli                                            | Pr. du q. Santa Croce.                                                     |
| 1er mars 1405-30 avril 1405        | Pera del Pera Baldovinetti                                           | Pr. du q. Santa Maria Novella.                                             |
| 1er mars 1405-30 avril 1405        | Mariotto di Piero di Cenni dell'Amorotta                             | Pr. du q. Santa Maria Novella.                                             |
| 1er mars 1405-30 avril 1405        | Piero di Zanobi Marignolli                                           | Pr. du q. San Giovanni.                                                    |
| 1er mars 1405-30 avril 1405        | Rinieri di Niccolò Tosinghi                                          | Pr. du q. San Giovanni.                                                    |
| 1er mai 1405-30 juin 1405          | Giovanni di Francesco Bucelli                                        | Gonf. issu du q. Santa Croce.                                              |
| 1er mai 1405-30 juin 1405          | Bertoldo di Mess. Filippo Corsini                                    | Pr. du q. San Spirito.                                                     |
| 1er mai 1405-30 juin 1405          | Schiatta d'Uberto di Schiatta Ridolfi                                | Pr. du q. San Spirito.                                                     |
| 1er mai 1405-30 juin 1405          | Bellaccino di Niccolò Bellacci                                       | Pr. du q. Santa Croce. Boucher (beccaio).                                  |
| 1er mai 1405-30 juin 1405          | Bartolommeo di Bonaiuto Rimba                                        | Pr. du q. Santa Croce. Tanneur (galigaio).                                 |
| 1er mai 1405-30 juin 1405          | Lorenzo di Piero di Lenzo                                            | Pr. du q. Santa Maria Novella. Marchand de tissu au détail (ritagliatore). |
| 1er mai 1405-30 juin 1405          | Giovanni di Filippo Carducci                                         | Pr. du q. Santa Maria Novella.                                             |
| 1er mai 1405-30 juin 1405          | Neri di Francesco di Neri Fioravanti                                 | Pr. du q. San Giovanni.                                                    |
| 1er mai 1405-30 juin 1405          | Bartolommeo di Benedetto di Neri di Ser Benedetto Capitani           | Pr. du q. San Giovanni.                                                    |
| 1er juillet 1405-31 août 1405      | Aghinolfo di Niccolò Popoleschi (ou Arnolfo Popoleschi)              | Gonf. issu du q. Santa Maria Novella.                                      |
| 1er juillet 1405-31 août 1405      | Giovanni di Mess. Donato Barbadori                                   | Pr. du q. San Spirito.                                                     |
| 1er juillet 1405-31 août 1405      | Filippo d'Arrigo de'Magli                                            | Pr. du q. San Spirito.                                                     |
| 1er juillet 1405-31 août 1405      | Mess. Filippo di Filippo Magalotti                                   | Pr. du q. Santa Croce. Chevalier.                                          |
| 1er juillet 1405-31 août 1405      | Betto di Jacopo di Betto Berlinghieri                                | Pr. du q. Santa Croce. Marchand de tissu au détail (ritagliatore).         |
| 1er juillet 1405-31 août 1405      | Monte di Pugio Monti                                                 | Pr. du q. Santa Maria Novella. Ferrailleur (ferravecchio) ?                |
| 1er juillet 1405-31 août 1405      | Simone di Federigo                                                   | Pr. du q. Santa Maria Novella. Fabricant de matelas (coltriciaio).         |
| 1er juillet 1405-31 août 1405      | Cristofano di Berto Carnesecchi                                      | Pr. du q. San Giovanni.                                                    |
| 1er juillet 1405-31 août 1405      | Corso di Piero della Rena                                            | Pr. du q. San Giovanni.                                                    |
| 1er septembre 1405-31 octobre 1405 | Niccoloso di Francesco Cambi                                         | Gonf. issu du q. San Giovanni.                                             |
| 1er septembre 1405-31 octobre 1405 | Niccolò di Jacopo Ridolfi                                            | Pr. du q. San Spirito.                                                     |
| 1er septembre 1405-31 octobre 1405 | Belcaro di Bonaiuto Serragli                                         | Pr. du q. San Spirito.                                                     |
| 1er septembre 1405-31 octobre 1405 | Nastagio di Ser Benincasa Manetti                                    | Pr. du q. Santa Croce.                                                     |
| 1er septembre 1405-31 octobre 1405 | Ser Paolo di Ser Arrigo di Mess. Paolo della Camera                  | Pr. du q. Santa Croce.                                                     |
| 1er septembre 1405-31 octobre 1405 | Lapo di Biagio Vespucci                                              | Pr. du q. Santa Maria Novella.                                             |
| 1er septembre 1405-31 octobre 1405 | Antonio di Davanzato Davanzati                                       | Pr. du q. Santa Maria Novella. Fabricant de tables (tavoliere).            |
| 1er septembre 1405-31 octobre 1405 | Andrea di Guccio                                                     | Pr. du q. San Giovanni. Fripier (rigattiere).                              |
| 1er septembre 1405-31 octobre 1405 | Maestro Nigi d'Angeno                                                | Pr. du q. San Giovanni.                                                    |
| 1er novembre 1405-31 décembre 1405 | Benozzo d'Andrea Benozzi                                             | Gonf. issu du q. San Spirito.                                              |
| 1er novembre 1405-31 décembre 1405 | Bonino di Jacopo                                                     | Pr. du q. San Spirito. Forgeron (fabbro).                                  |
| 1er novembre 1405-31 décembre 1405 | Michelozzo di Giunta                                                 | Pr. du q. San Spirito. Artisan du cuir (coreggiaio).                       |
| 1er novembre 1405-31 décembre 1405 | Giotto di Bartolommeo Peruzzi                                        | Pr. du q. Santa Croce.                                                     |
| 1er novembre 1405-31 décembre 1405 | Francesco di Biagio Lioni                                            | Pr. du q. Santa Croce.                                                     |
| 1er novembre 1405-31 décembre 1405 | Francesco d'Ugolino di Nardo Rucellai                                | Pr. du q. Santa Maria Novella.                                             |
| 1er novembre 1405-31 décembre 1405 | Doffo di Nepo Spini                                                  | Pr. du q. Santa Maria Novella.                                             |
| 1er novembre 1405-31 décembre 1405 | Talento di Matteo di Borgo Rinaldi                                   | Pr. du q. San Giovanni.                                                    |
| 1er novembre 1405-31 décembre 1405 | Agnolo di Ghezzo della Casa (ou Angelo della Casa)                   | Pr. du q. San Giovanni.                                                    |

### 1406
| Période de gouvernement            | Gonfaloniers de Justice et Prieurs                                  | Notes                                                                |
| ---------------------------------- | ------------------------------------------------------------------- | -------------------------------------------------------------------- |
| 1er janvier 1406-28 février 1406   | Lapo di Giovanni Niccolini                                          | Gonf. issu du q. Santa Croce.                                        |
| 1er janvier 1406-28 février 1406   | Bernardo di Mess. Zanobi Mezzuoli (ou Mezzuola, ou Mezzola)         | Pr. du q. San Spirito.                                               |
| 1er janvier 1406-28 février 1406   | Antonio di Marignano Sassolini                                      | Pr. du q. San Spirito.                                               |
| 1er janvier 1406-28 février 1406   | Fabiano d'Antonio Martini                                           | Pr. du q. Santa Croce. Boucher (beccaio).                            |
| 1er janvier 1406-28 février 1406   | Gherardo di Giovanni                                                | Pr. du q. Santa Croce. Cordonnier (calzolaio) ou tanneur (galigaio). |
| 1er janvier 1406-28 février 1406   | Francesco di Mess. Rinaldo Gianfigliazzi                            | Pr. du q. Santa Maria Novella.                                       |
| 1er janvier 1406-28 février 1406   | Taddeo di Paolo Tommasi                                             | Pr. du q. Santa Maria Novella. Tisseur sur soie (setaiolo) ?         |
| 1er janvier 1406-28 février 1406   | Chimenti di Zanobi Guidotti                                         | Pr. du q. San Giovanni. Changeur de monnaie (cambiatore).            |
| 1er janvier 1406-28 février 1406   | Ser Benedetto di Ser Lando Fortini                                  | Pr. du q. San Giovanni.                                              |
| 1er mars 1406-30 avril 1406        | Francesco di Lapo Federighi                                         | Gonf. issu du q. Santa Maria Novella.                                |
| 1er mars 1406-30 avril 1406        | Betto di Giovanni Stefani                                           | Pr. du q. San Spirito.                                               |
| 1er mars 1406-30 avril 1406        | Davizzino di Chele Ammirati                                         | Pr. du q. San Spirito.                                               |
| 1er mars 1406-30 avril 1406        | Taddeo di Duccio Mancini                                            | Pr. du q. Santa Croce.                                               |
| 1er mars 1406-30 avril 1406        | Domenico di Matteo Bentaccordi                                      | Pr. du q. Santa Croce.                                               |
| 1er mars 1406-30 avril 1406        | Rosso di Martino                                                    | Pr. du q. Santa Maria Novella. Marchand de lin (linaiolo).           |
| 1er mars 1406-30 avril 1406        | Cecco di Domenico di Cecco Fei                                      | Pr. du q. Santa Maria Novella. Drapier (pannaiolo).                  |
| 1er mars 1406-30 avril 1406        | Piero di Francesco di Gino Ginori                                   | Pr. du q. San Giovanni.                                              |
| 1er mars 1406-30 avril 1406        | Jacopo di Berto da Filicaia                                         | Pr. du q. San Giovanni.                                              |
| 1er mai 1406-30 juin 1406          | Ruggieri di Mess. Giovanni de'Ricci                                 | Gonf. issu du q. San Giovanni.                                       |
| 1er mai 1406-30 juin 1406          | Benino di Francesco del Benino                                      | Pr. du q. San Spirito. Tisseur sur soie (setaiolo) ?                 |
| 1er mai 1406-30 juin 1406          | Antonio di Niccolò di Lippo Alberti                                 | Pr. du q. San Spirito.                                               |
| 1er mai 1406-30 juin 1406          | Antonio di Mess. Luca da Panzano                                    | Pr. du q. Santa Croce.                                               |
| 1er mai 1406-30 juin 1406          | Jacopo di Piero di Bonaventura Ricoveri                             | Pr. du q. Santa Croce.                                               |
| 1er mai 1406-30 juin 1406          | Ugolino di Jacopo Mazzinghi                                         | Pr. du q. Santa Maria Novella.                                       |
| 1er mai 1406-30 juin 1406          | Lippozzo di Cipriano Mangioni                                       | Pr. du q. Santa Maria Novella.                                       |
| 1er mai 1406-30 juin 1406          | Benintendi di Nuccio Solosmei                                       | Pr. du q. San Giovanni. Fabricant de meubles (tavolacciaio).         |
| 1er mai 1406-30 juin 1406          | Niccolò del Chiaro                                                  | Pr. du q. San Giovanni. Forgeron (fabbro).                           |
| 1er juillet 1406-31 août 1406      | Ubaldo di Fetto Ubertini                                            | Gonf. issu du q. San Spirito.                                        |
| 1er juillet 1406-31 août 1406      | Andrea di Nino Orlandi                                              | Pr. du q. San Spirito. Forgeron (manescalco).                        |
| 1er juillet 1406-31 août 1406      | Piero di Lapino                                                     | Pr. du q. San Spirito. Menuisier (legnaiolo).                        |
| 1er juillet 1406-31 août 1406      | Jacopo di Niccolò Riccialbani                                       | Pr. du q. Santa Croce.                                               |
| 1er juillet 1406-31 août 1406      | Francesco di Taddeo Bischeri                                        | Pr. du q. Santa Croce.                                               |
| 1er juillet 1406-31 août 1406      | Antonio di Leonardo Strozzi                                         | Pr. du q. Santa Maria Novella.                                       |
| 1er juillet 1406-31 août 1406      | Tommaso d'Andrea di Betto Minerbetti                                | Pr. du q. Santa Maria Novella.                                       |
| 1er juillet 1406-31 août 1406      | Noferi d'Andrea di Neri di Lippo del Palagio (ou Nofri del Palazzo) | Pr. du q. San Giovanni.                                              |
| 1er juillet 1406-31 août 1406      | Tommaso di Niccolò d'Arrigo Fei                                     | Pr. du q. San Giovanni.                                              |
| 1er septembre 1406-31 octobre 1406 | Mess. Vanni di Michele Castellani                                   | Gonf. issu du q. Santa Croce. Chevalier.                             |
| 1er septembre 1406-31 octobre 1406 | Antonio di Jacopo Biliotti                                          | Pr. du q. San Spirito.                                               |
| 1er septembre 1406-31 octobre 1406 | Piero di Castello da Quarata (ou Quaratesi)                         | Pr. du q. San Spirito.                                               |
| 1er septembre 1406-31 octobre 1406 | Niccolò di Bernardo del Sannella                                    | Pr. du q. Santa Croce. Fabricant de brides pour chevaux (brigliaio). |
| 1er septembre 1406-31 octobre 1406 | Filippo di Ghese                                                    | Pr. du q. Santa Croce. Menuisier (legnaiolo).                        |
| 1er septembre 1406-31 octobre 1406 | Guido di Raimondino Vecchietti                                      | Pr. du q. Santa Maria Novella.                                       |
| 1er septembre 1406-31 octobre 1406 | Bartolommeo di Francesco de'Nobili                                  | Pr. du q. Santa Maria Novella.                                       |
| 1er septembre 1406-31 octobre 1406 | Antonio d'Alessandro Alessandri                                     | Pr. du q. San Giovanni. Marchand de tissu au détail (ritagliatore).  |
| 1er septembre 1406-31 octobre 1406 | Filippo di Lorino Bonaiuti                                          | Pr. du q. San Giovanni.                                              |
| 1er novembre 1406-31 décembre 1406 | Francesco di Neri Ardinghelli                                       | Gonf. issu du q. Santa Maria Novella.                                |
| 1er novembre 1406-31 décembre 1406 | Niccolò di Mess. Luigi Guicciardini                                 | Pr. du q. San Spirito.                                               |
| 1er novembre 1406-31 décembre 1406 | Maffeo di Jacopo Corbinelli                                         | Pr. du q. San Spirito.                                               |
| 1er novembre 1406-31 décembre 1406 | Niccolò di Francesco Baroncelli                                     | Pr. du q. Santa Croce.                                               |
| 1er novembre 1406-31 décembre 1406 | Niccolò di Niccolò di Riccardo Fagni                                | Pr. du q. Santa Croce.                                               |
| 1er novembre 1406-31 décembre 1406 | Giovanni di Luca                                                    | Pr. du q. Santa Maria Novella. Tisserand (pezzaio).                  |
| 1er novembre 1406-31 décembre 1406 | Manno di Bonuccio di Manno Gangalandi                               | Pr. du q. Santa Maria Novella. Forgeron (fabbro).                    |
| 1er novembre 1406-31 décembre 1406 | Jacopo di Benincasa Ristori                                         | Pr. du q. San Giovanni.                                              |
| 1er novembre 1406-31 décembre 1406 | Lorenzo di Tommaso Baronci                                          | Pr. du q. San Giovanni.                                              |

### 1407
| Période de gouvernement            | Gonfaloniers de Justice et Prieurs                                           | Notes                                                                |
| ---------------------------------- | ---------------------------------------------------------------------------- | -------------------------------------------------------------------- |
| 1er janvier 1407-28 février 1407   | Giovenco di Mess. Ugo della Stufa                                            | Gonf. issu du q. San Giovanni.                                       |
| 1er janvier 1407-28 février 1407   | Giaco di Michele Giachi                                                      | Pr. du q. San Spirito. Drapier (lanaiolo).                           |
| 1er janvier 1407-28 février 1407   | Neri d'Agnolo di Neri Vettori (ou Neri d'Angelo Vettori)                     | Pr. du q. San Spirito.                                               |
| 1er janvier 1407-28 février 1407   | Giorgio di Jacopo di Betto Berlinghieri                                      | Pr. du q. Santa Croce. Marchand de tissu au détail (ritagliatore).   |
| 1er janvier 1407-28 février 1407   | Giannozzo di Zanobi Cafferelli                                               | Pr. du q. Santa Croce.                                               |
| 1er janvier 1407-28 février 1407   | Giovanni di Vieri Altoviti                                                   | Pr. du q. Santa Maria Novella.                                       |
| 1er janvier 1407-28 février 1407   | Donato d'Albizzo Acciaiuoli                                                  | Pr. du q. Santa Maria Novella.                                       |
| 1er janvier 1407-28 février 1407   | Zanobi di Ristoro                                                            | Pr. du q. San Giovanni. Fripier (rigattiere).                        |
| 1er janvier 1407-28 février 1407   | Bartolommeo di Geri                                                          | Pr. du q. San Giovanni. Marchand de poids et d'échelles (staderaio). |
| 1er mars 1407-30 avril 1407        | Niccolò di Giovanni da Uzzano                                                | Gonf. issu du q. San Spirito.                                        |
| 1er mars 1407-30 avril 1407        | Niccolò di Ser Francesco Masini                                              | Pr. du q. San Spirito. Tisserand (pezzaio).                          |
| 1er mars 1407-30 avril 1407        | Bartolo d'Agnolino                                                           | Pr. du q. San Spirito. Tisserand (pezzaio).                          |
| 1er mars 1407-30 avril 1407        | Tommaso di Domenico Borghini                                                 | Pr. du q. Santa Croce.                                               |
| 1er mars 1407-30 avril 1407        | Giovanni di Mess Forese Salviati                                             | Pr. du q. Santa Croce.                                               |
| 1er mars 1407-30 avril 1407        | Ghisello di Bindo Ghiselli                                                   | Pr. du q. Santa Maria Novella.                                       |
| 1er mars 1407-30 avril 1407        | Marco di Tommaso di Bartolo                                                  | Pr. du q. Santa Maria Novella. Mercier (merciaio).                   |
| 1er mars 1407-30 avril 1407        | Piero di Bernardo della Rena                                                 | Pr. du q. San Giovanni.                                              |
| 1er mars 1407-30 avril 1407        | Duti di Filippo                                                              | Pr. du q. San Giovanni. Changeur de monnaie (cambiatore).            |
| 1er mai 1407-30 juin 1407          | Marco Benvenuti                                                              | Gonf. issu du q. Santa Croce. Drapier (lanaiolo).                    |
| 1er mai 1407-30 juin 1407          | Orso di Rinieri del Pace                                                     | Pr. du q. San Spirito.                                               |
| 1er mai 1407-30 juin 1407          | Barduccio di Francesco Canigiani                                             | Pr. du q. San Spirito.                                               |
| 1er mai 1407-30 juin 1407          | Bartolommeo di Tello                                                         | Pr. du q. Santa Croce. Marchand de chaussures (pianellaio).          |
| 1er mai 1407-30 juin 1407          | Niccolò di Giovanni di Bellaccio                                             | Pr. du q. Santa Croce. Boucher (beccaio).                            |
| 1er mai 1407-30 juin 1407          | Filippo di Giovanni Carducci                                                 | Pr. du q. Santa Maria Novella.                                       |
| 1er mai 1407-30 juin 1407          | Jacopo di Francesco di Lapo Federighi                                        | Pr. du q. Santa Maria Novella.                                       |
| 1er mai 1407-30 juin 1407          | Chiarissimo di Bernardo di Chiarissimo                                       | Pr. du q. San Giovanni.                                              |
| 1er mai 1407-30 juin 1407          | Zanobi di Berto Carnesecchi                                                  | Pr. du q. San Giovanni.                                              |
| 1er juillet 1407-31 août 1407      | Niccolò di Ruberto Davanzati                                                 | Gonf. issu du q. Santa Maria Novella.                                |
| 1er juillet 1407-31 août 1407      | Gherardo di Matteo di Dono Borgognoli                                        | Pr. du q. San Spirito.                                               |
| 1er juillet 1407-31 août 1407      | Niccolò di Ser Francesco Borghi                                              | Pr. du q. San Spirito.                                               |
| 1er juillet 1407-31 août 1407      | Amedeo di Ruberto Peruzzi                                                    | Pr. du q. Santa Croce.                                               |
| 1er juillet 1407-31 août 1407      | Lappo di Tommaso Ciacchi                                                     | Pr. du q. Santa Croce. Marchand de fourrure de vair (vaiaio) ?       |
| 1er juillet 1407-31 août 1407      | Antonio di Domenico                                                          | Pr. du q. Santa Maria Novella. Tisserand (pezzaio).                  |
| 1er juillet 1407-31 août 1407      | Domenico di Romolo                                                           | Pr. du q. Santa Maria Novella. Boucher (beccaio).                    |
| 1er juillet 1407-31 août 1407      | Niccolò di Jacopo Guasconi                                                   | Pr. du q. San Giovanni.                                              |
| 1er juillet 1407-31 août 1407      | Ridolfo di Ser Benedetto Ciai                                                | Pr. du q. San Giovanni. Mercier (merciaio).                          |
| 1er septembre 1407-31 octobre 1407 | Piero di Giovanni di Firenze                                                 | Gonf. issu du q. San Giovanni. Apothicaire (speziale).               |
| 1er septembre 1407-31 octobre 1407 | Filippo di Tommaso di Mone Guidetti                                          | Pr. du q. San Spirito.                                               |
| 1er septembre 1407-31 octobre 1407 | Vannozo di Giovanni Serragli                                                 | Pr. du q. San Spirito.                                               |
| 1er septembre 1407-31 octobre 1407 | Leonardo di Francesco Spinelli                                               | Pr. du q. Santa Croce.                                               |
| 1er septembre 1407-31 octobre 1407 | Zanobi di Paolo Mugnai                                                       | Pr. du q. Santa Croce.                                               |
| 1er septembre 1407-31 octobre 1407 | Berardo di Bonaccorso Berardi                                                | Pr. du q. Santa Maria Novella. Tisseur sur soie (setaiolo) ?         |
| 1er septembre 1407-31 octobre 1407 | Jacopo di Mess. Folco di Bingeri Rucellai (ou Jacopo di Giovanni Rucellai ?) | Pr. du q. Santa Maria Novella.                                       |
| 1er septembre 1407-31 octobre 1407 | Niccolò di Paolo Benci                                                       | Pr. du q. San Giovanni. Négociant en vins (vinattiere).              |
| 1er septembre 1407-31 octobre 1407 | Maestro Antonio di Puccio di Benintendi                                      | Pr. du q. San Giovanni.                                              |
| 1er novembre 1407-31 décembre 1407 | Mess. Lorenzo d'Antonio di Niccolò Ridolfi                                   | Gonf. issu du q. San Spirito.                                        |
| 1er novembre 1407-31 décembre 1407 | Andrea di Bindo Tazzi                                                        | Pr. du q. San Spirito. Mandataire, représentant (assaggiatore) ?     |
| 1er novembre 1407-31 décembre 1407 | Bartolommeo di Giovanni                                                      | Pr. du q. San Spirito. Fabricant de bols (scodellaio).               |
| 1er novembre 1407-31 décembre 1407 | Niccolò di Francesco Sacchetti                                               | Pr. du q. Santa Croce.                                               |
| 1er novembre 1407-31 décembre 1407 | Giovanni di Luigi Viviani                                                    | Pr. du q. Santa Croce.                                               |
| 1er novembre 1407-31 décembre 1407 | Piero di Mess. Guido Bonciani                                                | Pr. du q. Santa Maria Novella.                                       |
| 1er novembre 1407-31 décembre 1407 | Jacopo di Bernardo Beccanugi                                                 | Pr. du q. Santa Maria Novella.                                       |
| 1er novembre 1407-31 décembre 1407 | Niccolò di Bardo Rittafede                                                   | Pr. du q. San Giovanni.                                              |
| 1er novembre 1407-31 décembre 1407 | Attaviano di Ser Tino della Casa                                             | Pr. du q. San Giovanni. Drapier (lanaiolo).                          |

### 1408
| Période de gouvernement            | Gonfaloniers de Justice et Prieurs                                  | Notes                                                                      |
| ---------------------------------- | ------------------------------------------------------------------- | -------------------------------------------------------------------------- |
| 1er janvier 1408-29 février 1408   | Piero di Masino dell'Antella                                        | Gonf. issu du q. Santa Croce.                                              |
| 1er janvier 1408-29 février 1408   | Piero di Bernardo de'Magli                                          | Pr. du q. San Spirito.                                                     |
| 1er janvier 1408-29 février 1408   | Bernardo di Castello da Quarata (ou Quaratesi)                      | Pr. du q. San Spirito.                                                     |
| 1er janvier 1408-29 février 1408   | Jacopo di Zanobi Schiattesi                                         | Pr. du q. Santa Croce. Marchand de blé (biadaiolo).                        |
| 1er janvier 1408-29 février 1408   | Jacopo di Dino                                                      | Pr. du q. Santa Croce. Artisan du cuir (coreggiaio).                       |
| 1er janvier 1408-29 février 1408   | Marco di Goro Strozzi                                               | Pr. du q. Santa Maria Novella.                                             |
| 1er janvier 1408-29 février 1408   | Signorino di Manno Signorini                                        | Pr. du q. Santa Maria Novella.                                             |
| 1er janvier 1408-29 février 1408   | Antonio di Santi                                                    | Pr. du q. San Giovanni. Marchand (mercatante).                             |
| 1er janvier 1408-29 février 1408   | Francesco d'Antonio Palmieri del Rafoio                             | Pr. du q. San Giovanni.                                                    |
| 1er mars 1408-30 avril 1408        | Giovanni di Bartolo di More Ubaldini                                | Gonf. issu du q. Santa Maria Novella.                                      |
| 1er mars 1408-30 avril 1408        | Amerigo di Niccolò da Verrazzano                                    | Pr. du q. San Spirito.                                                     |
| 1er mars 1408-30 avril 1408        | Sala di Filippo Marsili                                             | Pr. du q. San Spirito.                                                     |
| 1er mars 1408-30 avril 1408        | Francesco di Duccio di Meglino (ou Mellini)                         | Pr. du q. Santa Croce.                                                     |
| 1er mars 1408-30 avril 1408        | Bernardo di Pierozzo di Piero Peri (ou Pieri)                       | Pr. du q. Santa Croce.                                                     |
| 1er mars 1408-30 avril 1408        | Niccolò di Francesco d'Agnolo                                       | Pr. du q. Santa Maria Novella. Tisserand (pezzaio).                        |
| 1er mars 1408-30 avril 1408        | Maestro Corso di Piero Canacci                                      | Pr. du q. Santa Maria Novella. Juge.                                       |
| 1er mars 1408-30 avril 1408        | Niccolò d'Ugolino Martelli                                          | Pr. du q. San Giovanni.                                                    |
| 1er mars 1408-30 avril 1408        | Vieri di Vieri Guadagni                                             | Pr. du q. San Giovanni.                                                    |
| 1er mai 1408-30 juin 1408          | Filippo d'Arrigo Arrigucci                                          | Gonf. issu du q. San Giovanni. Marchand de tissu au détail (ritagliatore). |
| 1er mai 1408-30 juin 1408          | Giovanni di Pazzino Cicciaporci                                     | Pr. du q. San Spirito.                                                     |
| 1er mai 1408-30 juin 1408          | Gaspare di Salvestro Brancacci                                      | Pr. du q. San Spirito.                                                     |
| 1er mai 1408-30 juin 1408          | Giovanni di Ser Ugo Orlandi                                         | Pr. du q. Santa Croce.                                                     |
| 1er mai 1408-30 juin 1408          | Cristofano di Guerriante Bagnesi                                    | Pr. du q. Santa Croce.                                                     |
| 1er mai 1408-30 juin 1408          | Tommaso di Neri Ardinghelli                                         | Pr. du q. Santa Maria Novella.                                             |
| 1er mai 1408-30 juin 1408          | Francesco di Mess. Niccolò Baldovinetti                             | Pr. du q. Santa Maria Novella.                                             |
| 1er mai 1408-30 juin 1408          | Maestro Basilio di Bartolo                                          | Pr. du q. San Giovanni.                                                    |
| 1er mai 1408-30 juin 1408          | Bonaiuto di Lando                                                   | Pr. du q. San Giovanni. Fabricant de meubles (cassetaio).                  |
| 1er juillet 1408-31 août 1408      | Mess. Filippo di Mess. Tommaso Corsini                              | Gonf. issu du q. San Spirito. Chevalier.                                   |
| 1er juillet 1408-31 août 1408      | Ghino di Piero di Ghino Lippi                                       | Pr. du q. San Spirito. Fabricant d'épées (spadaio) ?                       |
| 1er juillet 1408-31 août 1408      | Bartolommeo del Grasso                                              | Pr. du q. San Spirito. Menuisier (legnaiolo).                              |
| 1er juillet 1408-31 août 1408      | Manetto di Tuccio di Dello Scambrilla                               | Pr. du q. Santa Croce.                                                     |
| 1er juillet 1408-31 août 1408      | Geri di Gherardo di Geri Risaliti                                   | Pr. du q. Santa Croce.                                                     |
| 1er juillet 1408-31 août 1408      | Arrigo di Giovanni Mazzinghi                                        | Pr. du q. Santa Maria Novella.                                             |
| 1er juillet 1408-31 août 1408      | Paolo di Cino de'Nobili                                             | Pr. du q. Santa Maria Novella.                                             |
| 1er juillet 1408-31 août 1408      | Agnolo di Giovanni dal Pino (ou Angelo dal Pino)                    | Pr. du q. San Giovanni.                                                    |
| 1er juillet 1408-31 août 1408      | Giovanni di Noferi Bischeri (ou Giovanni di Nofri Bischeri)         | Pr. du q. San Giovanni. Drapier (lanaiolo).                                |
| 1er septembre 1408-31 octobre 1408 | Piero di Jacopo Baroncelli                                          | Gonf. issu du q. Santa Croce.                                              |
| 1er septembre 1408-31 octobre 1408 | Lorenzo di Bernardo di Dino Cigliamochi                             | Pr. du q. San Spirito.                                                     |
| 1er septembre 1408-31 octobre 1408 | Recco di Simone di Filippo Capponi                                  | Pr. du q. San Spirito.                                                     |
| 1er septembre 1408-31 octobre 1408 | Maestro Jacopo di Piero di Guido                                    | Pr. du q. Santa Croce. Sculpteur, graveur (intagliatore).                  |
| 1er septembre 1408-31 octobre 1408 | Rosso di Piero del Rosso (ou de'Rossi)                              | Pr. du q. Santa Croce. Tanneur (galigaio).                                 |
| 1er septembre 1408-31 octobre 1408 | Jacopo di Filippo Malegonnelle                                      | Pr. du q. Santa Maria Novella.                                             |
| 1er septembre 1408-31 octobre 1408 | Bernardo di Vanni Vecchietti                                        | Pr. du q. Santa Maria Novella.                                             |
| 1er septembre 1408-31 octobre 1408 | Agnolo di Filippo di Ser Giovanni Pandolfini (ou Angelo Pandolfini) | Pr. du q. San Giovanni.                                                    |
| 1er septembre 1408-31 octobre 1408 | Arrigo d'Alessandro Rondinelli                                      | Pr. du q. San Giovanni.                                                    |
| 1er novembre 1408-31 décembre 1408 | Giovanni di Giovanni Aldobrandini                                   | Gonf. issu du q. Santa Maria Novella.                                      |
| 1er novembre 1408-31 décembre 1408 | Bartolo di Noffo Ridolfi                                            | Pr. du q. San Spirito.                                                     |
| 1er novembre 1408-31 décembre 1408 | Giovanni di Brancazio Borsi                                         | Pr. du q. San Spirito. Tisseur sur soie (setaiolo) ?                       |
| 1er novembre 1408-31 décembre 1408 | Andrea di Niccolò de'Giugni                                         | Pr. du q. Santa Croce.                                                     |
| 1er novembre 1408-31 décembre 1408 | Scolaio di Lapo Ciacchi                                             | Pr. du q. Santa Croce. Marchand de fourrure de vair (vaiaio) ?             |
| 1er novembre 1408-31 décembre 1408 | Leonardo di Tommaso da Careggi                                      | Pr. du q. Santa Maria Novella. Drapier (lanaiolo).                         |
| 1er novembre 1408-31 décembre 1408 | Betto di Giovanni Rustichi                                          | Pr. du q. Santa Maria Novella. Marchand de lin (linaiolo).                 |
| 1er novembre 1408-31 décembre 1408 | Giraldo di Lorenzo Giraldi                                          | Pr. du q. San Giovanni.                                                    |
| 1er novembre 1408-31 décembre 1408 | Giovanni di Bicci de'Medici                                         | Pr. du q. San Giovanni.                                                    |

### 1409
| Période de gouvernement            | Gonfaloniers de Justice et Prieurs                                       | Notes                                                        |
| ---------------------------------- | ------------------------------------------------------------------------ | ------------------------------------------------------------ |
| 1er janvier 1409-28 février 1409   | Bartolommeo di Niccolò di Taldo Valori                                   | Gonf. issu du q. San Giovanni.                               |
| 1er janvier 1409-28 février 1409   | Niccolò di Francesco di Ser Duccio Falconi                               | Pr. du q. San Spirito.                                       |
| 1er janvier 1409-28 février 1409   | Giovanni di Mess. Donato Barbadori                                       | Pr. du q. San Spirito.                                       |
| 1er janvier 1409-28 février 1409   | Matteo di Michele di Vanni Castellani                                    | Pr. du q. Santa Croce. Drapier (lanaiolo).                   |
| 1er janvier 1409-28 février 1409   | Bartolommeo di Gherardo Gherardi                                         | Pr. du q. Santa Croce.                                       |
| 1er janvier 1409-28 février 1409   | Jacopo di Mess. Rinaldo Gianfigliazzi                                    | Pr. du q. Santa Maria Novella.                               |
| 1er janvier 1409-28 février 1409   | Giovanni di Mess. Palmieri Altoviti                                      | Pr. du q. Santa Maria Novella.                               |
| 1er janvier 1409-28 février 1409   | Jacopo di Francesco                                                      | Pr. du q. San Giovanni. Fripier (rigattiere).                |
| 1er janvier 1409-28 février 1409   | Leonardo di Puccio d'Andrea                                              | Pr. du q. San Giovanni. Négociant en vins (vinattiere).      |
| 1er mars 1409-30 avril 1409        | Lorenzo di Filippo Machiavelli                                           | Gonf. issu du q. San Spirito.                                |
| 1er mars 1409-30 avril 1409        | Fantone di Naldo Fantoni                                                 | Pr. du q. San Spirito. Négociant en vins (vinattiere).       |
| 1er mars 1409-30 avril 1409        | Filippo di Domenico                                                      | Pr. du q. San Spirito. Artisan du cuir (coreggiaio).         |
| 1er mars 1409-30 avril 1409        | Lorenzo di Leonardo Raffacani                                            | Pr. du q. Santa Croce.                                       |
| 1er mars 1409-30 avril 1409        | Maso di Piero di Masino dell'Antella                                     | Pr. du q. Santa Croce.                                       |
| 1er mars 1409-30 avril 1409        | Zanobi di Leonardo Bartolini Salimbeni                                   | Pr. du q. Santa Maria Novella.                               |
| 1er mars 1409-30 avril 1409        | Lottieri di Davanzato Davanzati                                          | Pr. du q. Santa Maria Novella.                               |
| 1er mars 1409-30 avril 1409        | Ubaldino di Bindo Guasconi                                               | Pr. du q. San Giovanni.                                      |
| 1er mars 1409-30 avril 1409        | Piero di Giovanni d'Andrea di Neri di Lippo del Palagio (ou del Palazzo) | Pr. du q. San Giovanni.                                      |
| 1er mai 1409-30 juin 1409          | Taddeo di Duccio Mancini                                                 | Gonf. issu du q. Santa Croce.                                |
| 1er mai 1409-30 juin 1409          | Bartolo di Piero Strada                                                  | Pr. du q. San Spirito.                                       |
| 1er mai 1409-30 juin 1409          | Antonio di Gerozzo Soderini                                              | Pr. du q. San Spirito.                                       |
| 1er mai 1409-30 juin 1409          | Corsetto di Jacopo Arrighetti                                            | Pr. du q. Santa Croce. Menuisier (legnaiolo).                |
| 1er mai 1409-30 juin 1409          | Betto di Giovanni Busini                                                 | Pr. du q. Santa Croce. Menuisier (legnaiolo).                |
| 1er mai 1409-30 juin 1409          | Giano di Buonaccorso Berardi                                             | Pr. du q. Santa Maria Novella. Tisseur sur soie (setaiolo) ? |
| 1er mai 1409-30 juin 1409          | Michele di Zanobi Acciaiuoli                                             | Pr. du q. Santa Maria Novella.                               |
| 1er mai 1409-30 juin 1409          | Ser Paolo di Ser Lando Fortini                                           | Pr. du q. San Giovanni.                                      |
| 1er mai 1409-30 juin 1409          | Filippo di Salvi di Filippo Bencivenni                                   | Pr. du q. San Giovanni.                                      |
| 1er juillet 1409-31 août 1409      | Mess. Cristofano d'Anfrione Spini                                        | Gonf. issu du q. Santa Maria Novella. Chevalier.             |
| 1er juillet 1409-31 août 1409      | Paolo di Francesco Biliotti                                              | Pr. du q. San Spirito.                                       |
| 1er juillet 1409-31 août 1409      | Ceccherello del Bugliaffo                                                | Pr. du q. San Spirito. Orfèvre (orefice).                    |
| 1er juillet 1409-31 août 1409      | Maestro Cristofano di Giorgio                                            | Pr. du q. Santa Croce. Médecin.                              |
| 1er juillet 1409-31 août 1409      | Niccolò di Marco Benvenuti                                               | Pr. du q. Santa Croce. Drapier (lanaiolo).                   |
| 1er juillet 1409-31 août 1409      | Brando di Guccio di Feo della Badessa                                    | Pr. du q. Santa Maria Novella. Apothicaire (speziale).       |
| 1er juillet 1409-31 août 1409      | Bartolo di Gualberto                                                     | Pr. du q. Santa Maria Novella. Marchand d'huile (oliandolo). |
| 1er juillet 1409-31 août 1409      | Bartolo di Domenico di Bartolino Scodellari                              | Pr. du q. San Giovanni.                                      |
| 1er juillet 1409-31 août 1409      | Luca di Giovanni Cambi                                                   | Pr. du q. San Giovanni. Marchand (mercatante).               |
| 1er septembre 1409-31 octobre 1409 | Niccolò di Manetto da Filicaia                                           | Gonf. issu du q. San Giovanni.                               |
| 1er septembre 1409-31 octobre 1409 | Girolamo di Niccolò Benizzi                                              | Pr. du q. San Spirito. Apothicaire (speziale).               |
| 1er septembre 1409-31 octobre 1409 | Jacopo di Lutozzo Nasi                                                   | Pr. du q. San Spirito.                                       |
| 1er septembre 1409-31 octobre 1409 | Jacopo di Niccolò Riccialbani                                            | Pr. du q. Santa Croce. Drapier (lanaiolo).                   |
| 1er septembre 1409-31 octobre 1409 | Andrea di Sandro Ragugi (ou Raughi)                                      | Pr. du q. Santa Croce.                                       |
| 1er septembre 1409-31 octobre 1409 | Antonio di Leonardo di Mess. Giovanni Strozzi                            | Pr. du q. Santa Maria Novella.                               |
| 1er septembre 1409-31 octobre 1409 | Lorenzo di Piero di Lenzo                                                | Pr. du q. Santa Maria Novella.                               |
| 1er septembre 1409-31 octobre 1409 | Domenico di Lullo                                                        | Pr. du q. San Giovanni. Armurier (corazzaio).                |
| 1er septembre 1409-31 octobre 1409 | Filippo di Silvestro Nati                                                | Pr. du q. San Giovanni. Fabricant de meubles (cassetaio).    |
| 1er novembre 1409-31 décembre 1409 | Niccolò di Niccolò di Gherardino Gianni                                  | Gonf. issu du q. San Spirito.                                |
| 1er novembre 1409-31 décembre 1409 | Ricciardo di Niccolò di Nome                                             | Pr. du q. San Spirito. Négociant en vins (vinattiere).       |
| 1er novembre 1409-31 décembre 1409 | Brunetto di Prese da Verrazzano                                          | Pr. du q. San Spirito. Négociant en vins (vinattiere).       |
| 1er novembre 1409-31 décembre 1409 | Matteo di Simone Lioni                                                   | Pr. du q. Santa Croce.                                       |
| 1er novembre 1409-31 décembre 1409 | Giovanni di Noferi Arnolfi (ou Giovanni di Nofri Arnolfi)                | Pr. du q. Santa Croce.                                       |
| 1er novembre 1409-31 décembre 1409 | Giovanni di Ser Nigi di Ser Giovanni                                     | Pr. du q. Santa Maria Novella. Drapier (lanaiolo).           |
| 1er novembre 1409-31 décembre 1409 | Ugolino di Piero Michi                                                   | Pr. du q. Santa Maria Novella.                               |
| 1er novembre 1409-31 décembre 1409 | Paolo di Berto Carnesecchi                                               | Pr. du q. San Giovanni.                                      |
| 1er novembre 1409-31 décembre 1409 | Bartolo di Giovannozzo di Bartolo Fede                                   | Pr. du q. San Giovanni.                                      |